# Israëlisch curlingteam (gemengd)
Het Israëlische curlingteam vertegenwoordigt Israël in internationale curlingwedstrijden.

## Geschiedenis
Israël nam voor het eerst deel aan een internationaal curlingtoernooi voor gemengde landenteams in 2015, toen het van de partij was op het allereerste wereldkampioenschap in deze curlingdiscipline. In 2017 werden de play-offs bereikt. Het duel om een plaats in de kwartfinale verloor het team van Adam Freilich met 6 - 3 van Rusland. Een gedeeld negende plaats.

## Israël op het wereldkampioenschap
| Jaar | Plaats        | Skip          | WG            | W             | V             | PV            | PT            |
| ---- | ------------- | ------------- | ------------- | ------------- | ------------- | ------------- | ------------- |
| 2015 | 33            | Elana Sone    | 8             | 1             | 7             | 41            | 62            |
| 2016 | Geen deelname | Geen deelname | Geen deelname | Geen deelname | Geen deelname | Geen deelname | Geen deelname |
| 2017 | 9             | Adam Freilich | 7             | 4             | 4             | 47            | 39            |
| 2018 | Geen deelname | Geen deelname | Geen deelname | Geen deelname | Geen deelname | Geen deelname | Geen deelname |
| 2019 | Geen deelname | Geen deelname | Geen deelname | Geen deelname | Geen deelname | Geen deelname | Geen deelname |
| 2022 | Geen deelname | Geen deelname | Geen deelname | Geen deelname | Geen deelname | Geen deelname | Geen deelname |
| 2023 | 27            | Alex Pokras   | 8             | 2             | 6             | 47            | 51            |
| 2024 | Geen deelname | Geen deelname | Geen deelname | Geen deelname | Geen deelname | Geen deelname | Geen deelname |